# 濂江
濂江是中国鄱阳湖流域赣江上游贡水左岸的一级支流。发源于江西省赣州市安远县欣山镇，流域面积约为2339平方公里，主河道长约133公里。